# Alois Steinecker
Alois Steinecker (* 1857; † 1943) war ein deutscher Bauunternehmer.
Steinecker wurde als vierter Sohn einer alteingesessenen und wohlhabenden Freisinger Familie von Grundbesitzern geboren. Nach dem Abschluss der Gewerbeschule in Freising begann er, in München an der Industrieschule Bauwesen zu studieren. Nach einem Praktikum in Böhmen kehrte er Anfang der 1880er Jahre nach Freising zurück und heiratete dort 1882 die Apothekerstochter Mathilde Forsteneicher, die jedoch mit 34 Jahren starb. Auch seine zweite Frau Anna Berta starb vor ihm im Jahre 1935. Sein Bruder Anton Steinecker gründete 1875 die heute zur Krones AG gehörende Anton Steinecker Maschinenfabrik, einen Hersteller von Brauereianlagen.
In der Folge baute Steinecker ein bedeutendes Bauunternehmen auf. Aus eigenen Lehmgruben belieferte er zwei angekaufte Ziegeleien. Zu seinem Firmengeflecht gehörten außerdem ein Sägewerk, eine Baustoffhandlung und ein großes landwirtschaftliches Anwesen. Durch die nördliche Stadterweiterung Freisings und den Bau zweier Kasernen stieg Steinecker zu einem der wohlhabendsten und einflussreichen Unternehmer der Stadt auf.
Für seine Verdienste wurde Steinecker zunächst zum Kommerzienrat ernannt. 1935 verlieh ihm die Stadt Freising die Ehrenbürgerschaft. Die auf dem ehemaligen Werksgelände verlaufende Alois-Steinecker-Straße wurde nach ihm benannt.